# Arnold Busck
Arnold Busck était une entreprise de librairie et d'édition danoise, fondée par Arnold Busck en 1896. La chaîne de librairie de 30 magasins et 230 employés a fait faillite en avril 2020.